# الحلول الشريفية

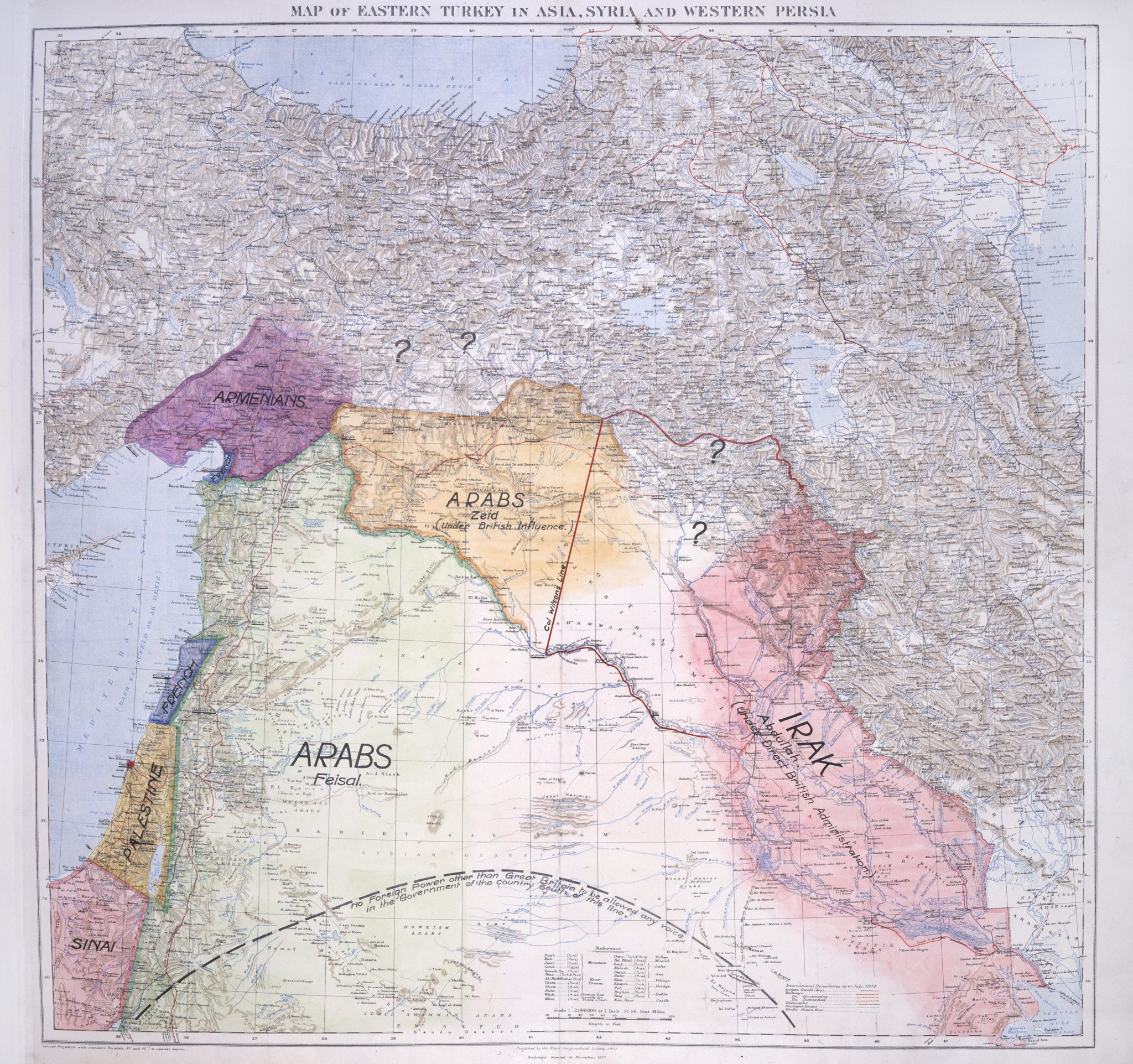
خريطة الحل الشريف التي قدمها تي إي لورانس إلى اللجنة الشرقية لمجلس الوزراء الحربي في نوفمبر 1918في 1918

الشريفية أو الحلول الشريفية أو حل اشريف، كما طرحت لأول مرة إلى الأمام من قبل الضابط البريطاني توماس لورنس في عام 1918، وكان في خطة لتتنصيب ثلاثة من أبناء الشريف حسين بن علي من أبنائه الاربعة ليكنوا رؤساء الدول في البلدان التي أنشئت حديثا في منطقة الشرق الأوسط: ابنه الثاني عبد الله الحاكم في بغداد والسفلى وبلاد ما بين النهرين، ابنه الثالث الأمير فيصل في سوريا، وابنه الرابع زيد في أعالي بلاد الرافدين. لم يكن للشريف نفسه أي سلطة سياسية في هذه الأماكن، وسيكون ابنه الأول علي خلفه في الحجاز.
نظرًا للحاجة إلى كبح جماح النفقات والعوامل الخارجة عن السيطرة البريطانية، بما في ذلك إزالة فرنسا لفيصل من سوريا في يوليو 1920، ودخول عبد الله إلى شرق الأردن (التي كانت الجزء الجنوبي من سوريا الفيصلية) في نوفمبر 1920، كان الحل الشريفي النهائي إلى حد ما مختلفًا، الاسم غير الرسمي لسياسة بريطانية وضعه وزير الدولة للمستعمرات ونستون تشرشل حيز التنفيذ بعد مؤتمر القاهرة عام 1921. وسيحكم الأمير فيصل العراق وعبد الله شرق الأردن. لم يكن لزيد دور في أي من تلك المناطق، وفي النهاية ثبت أنه من المستحيل إجراء ترتيبات مرضية مع الحسين ومملكة الحجاز. كانت الفكرة الأساسية هي أنه يمكن ممارسة الضغط في دولة ما لضمان الطاعة في دولة أخرى؛ كما اتضح، أسيء فهم الافتراض الكامن لوحدة الأسرة.
انتقد أنطونيوس الصحوة العربية (1938) ادعاء لورانس في كتابه «أعمدة الحكمة السبعة» (1926) بأن تشرشل قد «أصلح كل التشابك» وأن بريطانيا قد أوفت «بوعودنا نصًا وروحًا». اغتيل الملك عبد الله عام 1951، لكن نسله يواصلون حكم الأردن إلى اليوم. الفرعان الآخران من السلالة لم يبقيا على قيد الحياة؛ أطاح ابن سعود بعلي بعد أن سحب البريطانيون دعمهم من الحسين عام 1924/25، وأُعدم حفيد الملك فيصل الملك فيصل الثاني في الانقلاب العراقي عام 1958.

## النزاع

### الفشل في سوريا
كان فيصل أول أبناء حسين الذي حصل على دور رسمي في دولة OETA، وهي إدارة عسكرية عربية بريطانية مشتركة. دخلت الجيوش العربية والبريطانية دمشق في 1 أكتوبر 1918، وفي 3 أكتوبر 1918 تم تعيين علي رضا الركابي حاكمًا عسكريًا لمنطقة الشرق الأوسط وشمال إفريقيا. دخل الأمير فيصل دمشق في 4 أكتوبر وعين الركابي رئيسًا لمجلس الإدارة (أي رئيس الوزراء) في سوريا. تتكون المنطقة من ولاية دمشق العثمانية والجزء الجنوبي من ولاية حلب. أصبحت منطقة معان والعقبة محل نزاع.
أكد الأمير فيصل باستمرار أن المنطقة الزرقاء (في الخريطة) خريطة سايكس بيكو كانت جزءًا من المنطقة الموعودة للشريف حسين في مراسلات مكماهون-حسين. في 15 سبتمبر 1919، توصل لويد جورج وكليمنصو إلى اتفاق يتم بموجبه سحب القوات البريطانية اعتبارًا من 1 نوفمبر. ونتيجة لذلك، أصبحت East OETA الإدارة المنطقة العربية الوحيدة في 26 نوفمبر 1919.
في هذه الأثناء تم استدعاء الأمير فيصل إلى لندن، ووصل إلى هناك في 18 سبتمبر وتم شرحه له في النهاية أنه سيتعين عليه تحقيق أقصى استفادة منه مع الفرنسيين. أثناء وجوده في لندن حصل فيصل على نسخ من جميع مراسلات الحسين - مكماهون التي لم يكن على علم تام بها حتى ذلك الحين؛ وبحسب كاتب سيرته، فإن فيصل يعتقد أن والده وعبد الله ضلله في هذا الصدد. وصل فيصل إلى باريس في 20 أكتوبر. اتفق الأمير فيصل وكليمنصو أخيرًا في 6 يناير 1920 على أن تسمح فرنسا باستقلال محدود لسوريا مع فيصل كملك بشرط بقاء سوريا تحت الوصاية الفرنسية، وقبول سوريا بالانتداب الفرنسي والسيطرة على السياسة الخارجية لسوريا. سيطرت على المشهد السياسي في دمشق ثلاث تنظيمات، النادي العربي (النادي العربي ذو العلاقات الفلسطينية القوية)، وحزب الاستقلال العربي (حزب الاستقلال العربي المرتبط بجمعية العربية الفتاة)، وحزب الله . عهد (جمعية ضباط يديرها عراقيون).

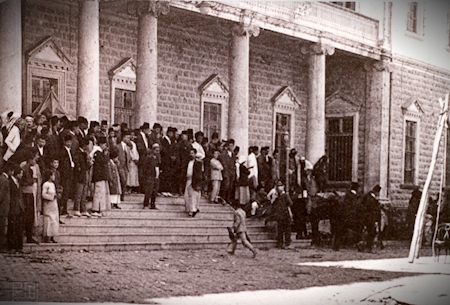
المؤتمر الوطني السوري، دمشق 1919-1920 على عتبات مبنى النادي العربي

بعد عودته إلى دمشق في 16 يناير، أثبت فيصل عدم قدرته على إقناع هؤلاء المؤيدين بمزايا ترتيبه مع كليمنصو وأعلن المؤتمر الوطني السوري في 8 مارس 1920 الملك فيصل ملك المملكة العربية السورية على كامل منطقة شرق OETA. واسمياً على بقية المنطقة التاريخية لسوريا (التي تضم فلسطين). بالاشتراك مع الفرنسيين، رفض اللورد كرزون وطلب من فيصل تناول قضيته مع المجلس الأعلى. التقى كرزون بالسفير الفرنسي في 30 مارس ولاحظ أن الإعانة الأنجلو-فرنسية الشهرية لفيصل التي تبلغ قيمتها 100 ألف جنيه إسترليني لم تُدفع منذ نهاية عام 1919 ولا ينبغي دفعها إذا سعى فيصل إلى «غير ودي ومستقل سياسات».
في أبريل 1920، سلم مؤتمر سان ريمو للفرنسيين الانتداب على سوريا. تمت دعوة فيصل للحضور لكن لم يحضره، حضر نوري السعيد ورستم حيدر ونجيب شقير بشكل غير رسمي، ووصلوا متأخرين بنحو أسبوع وبقيوا معزولين عن القرارات الرئيسية للمؤتمر. في 11 مايو، كتب ميليران (الذي حل محل كليمنصو في 20 يناير):
وفقًا لفريدمان، في 26 أبريل 1920، أخبر الشريف حسين اللنبي أنه ادعى الحق الحصري في التمثيل في مؤتمر السلام، وأنه عين عبد الله ليحل محل فيصل، وفي 23 مايو 1920، أرسل برقية إلى لويد جورج «في ضوء القرارات المتخذة من قبل المجلس السوري، فيصل لا يستطيع التحدث نيابة عن سوريا».
انتهت المملكة العربية السورية عن الوجود في 25 يوليو 1920 بعد الحرب الفرنسية السورية ومعركة ميسلون.

### الانتداب والمال والسياسة البريطانية
خلال عام 1920 كانت سياسات بريطانيا في الشرق الأوسط موضع نقاش متكرر. كان هناك نواب يعرفون المنطقة ويعطون البرلمان الوسائل لمساءلة السياسيين.  تذكر باريس أن هناك العديد من الأمثلة على النقاش البرلماني لسياسة بريطانيا في فلسطين، أحد الأمثلة التي تستفسر عن امتثال بريطانيا للانتداب هو
كان البريطانيون عازمين على ضمان موافقة العرب، على وجه الخصوص، على الشريف حسين على الانتداب، وخاصة على فلسطين. لم يصادق حسين على فرساي ولم يوقع على سيفر ولم يقبل الانتداب. كان يمكن لتوقيع الشريف حسين أن يسكت الفصائل البرلمانية التي زعمت مراراً عدم الوفاء بتعهدات للعرب. أدى هذا إلى تقويض البنية الهشة لحل شريف تشرشل الذي كان يعتمد جزئيًا على فكرة شبكة من العلاقات الأسرية.
في منصبه كوزير دولة لشؤون الحرب، كان تشرشل منذ عام 1919 ينادي بالانسحاب من أراضي لانه سيكلف بريطانيا «نفقات هائلة للمؤسسات العسكرية وأعمال التطوير تتجاوز بكثير أي إمكانية للعودة» وفي عام 1920 فيما يتعلق لفلسطين «المشروع الفلسطيني هو أصعب مشروع يمكن الانسحاب منه ولن يدر أي ربح مادي بالتأكيد». في 14 فبراير 1921، تولى تشرشل مهام المكتب الاستعماري المكلف بصنع الاقتصادات في الشرق الأوسط. وقد رتب لعقد المؤتمر في القاهرة بهدف تحقيق هذه الغاية وكذلك التوصل إلى تسوية أنجلو عربية.

## مؤتمر القاهرة والقدس
إلى جانب تشرشل ولورانس، كان من بين المندوبين بيرسي كوكس وهربرت صموئيل بالإضافة إلى جيرترود بيل وشخصيتان عراقيات هما جعفر العسكري المعروف لفيصل، وساسون حصقيل، وزيري الدفاع والمالية المؤقتين على التوالي في العراق في الوقت. في 23 مارس، غادر تشرشل إلى القدس وعاد إلى لندن في 2 أبريل.
قال تشرشل في تقرير قدمه إلى البرلمان في 14 يونيو 1921 تناول نتائج المؤتمر:

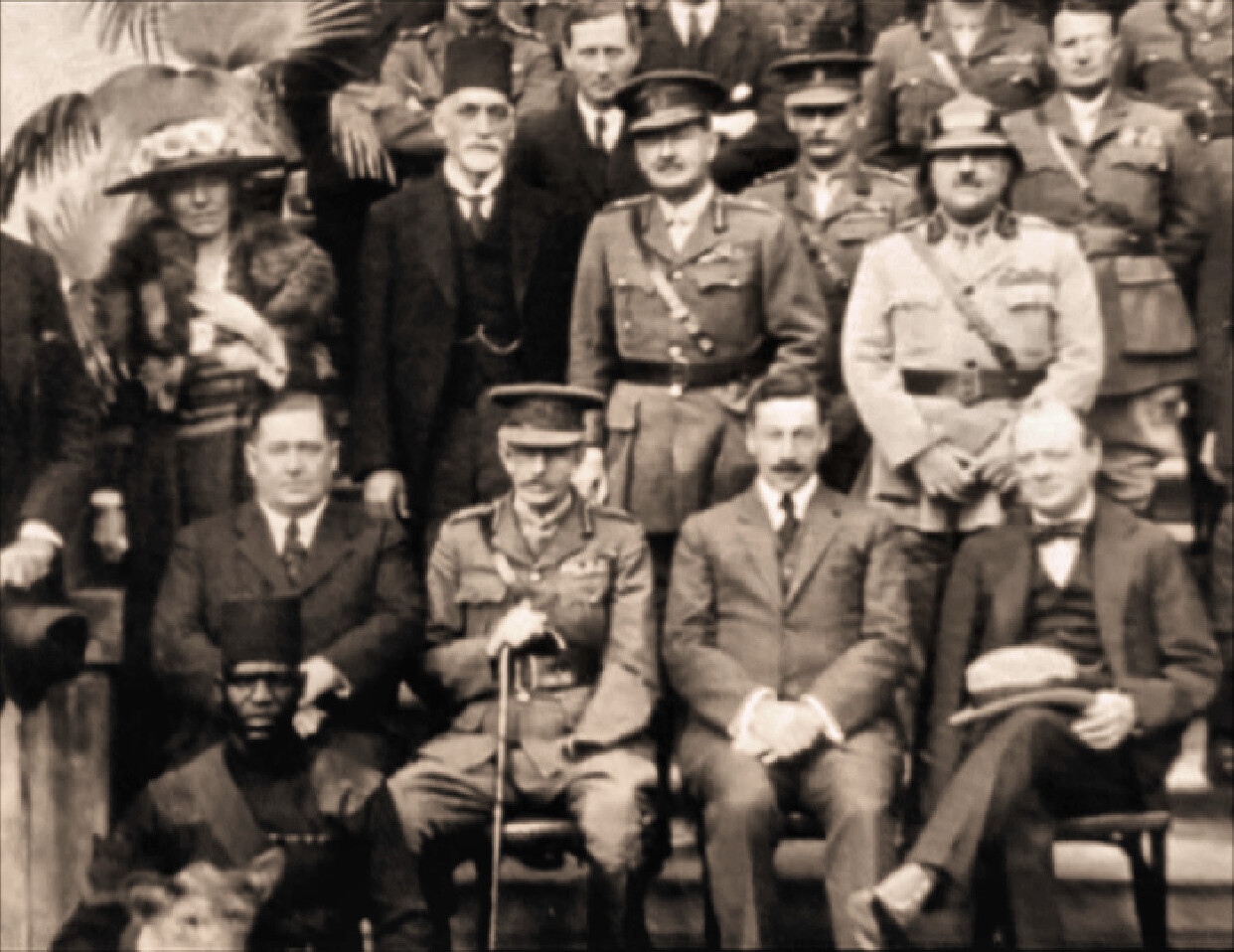
الجلوس: من اليمين: ونستون تشرشل، هربرت صموئيل
الصف الأول الواقف: من اليسار: جيرترود بيل، السير ساسون إسكيل، المشير إدموند اللنبي، جعفر باشا العسكري

### لقاءات مع عبد الله
استجابةً لخوف عبد الله من وجود مملكة يهودية غرب الأردن، أصدر تشرشل مرسومًا يقضي بأنه لم يتم التفكير فقط في «تدفق مئات وآلاف اليهود إلى البلاد في وقت قصير جدًا والسيطرة على السكان الحاليين»، ولكن مستحيل تماما. «ستكون الهجرة اليهودية عملية بطيئة للغاية وسيتم الحفاظ على حقوق السكان غير اليهود بشكل صارم». «شرق الأردن لن يتم تضمينها في النظام الإداري الحالي لفلسطين، وبالتالي لن تنطبق البنود الصهيونية للانتداب. لن يتم جعل اللغة العبرية لغة رسمية في شرق الأردن، ولن يُتوقع من الحكومة المحلية أن تتبنى أي إجراءات لتشجيع الهجرة اليهودية والاستعمار». وفيما يتعلق بالسياسة البريطانية في فلسطين، أضاف هربرت صموئيل أنه "لا جدال في إقامة حكومة يهودية هناك. . . لن تؤخذ أرض من أي عربي، ولا يمكن المساس بالدين الإسلامي بأي شكل من الأشكال ".
أشار الممثلون البريطانيون إلى أنه إذا كان عبد الله قادرًا على السيطرة على تصرفات القوميين السوريين المناهضة لفرنسا، فسوف يقلل ذلك من المعارضة الفرنسية لترشيح أخيه لبلاد الرافدين، وقد يؤدي حتى إلى تعيين عبد الله نفسه أميرًا لسوريا في دمشق. في النهاية، وافق عبد الله على وقف تقدمه نحو الفرنسيين وإدارة المنطقة الواقعة شرق نهر الأردن لفترة تجريبية مدتها ستة أشهر، سيحصل خلالها على دعم بريطاني قدره 5000 جنيه إسترليني شهريًا.

## شرق الأردن
تم فصل المنطقة، التي ستصبح جزءًا من شرق الأردن عن منطقة الانتداب الفرنسي بعد أن هزم الفرنسيون الملك فيصل في يوليو 1920. لفترة من الوقت، لم يكن للمنطقة حاكم ثابت ولا قوة محتلة. خلال هذه الفترة، أصبحت شرق الأردن أرضًا بلا حكومة أو، كما وصفها السير هربرت صموئيل، «.. تركت مهملة سياسيًا».
في 7 سبتمبر أيلول تلقى رفيفان المجالي (الكرك) وسلطان العدوان (البلقاء)، وكلاهما من أنصار البريطانيين، برقيات من الشريف حسين تعلن أن أحد أبنائه قادم شمالاً لتنظيم حركة للإطاحة بالفرنسيين من سوريا. وصل عبد الله إلى معان في 21 تشرين الثاني (نوفمبر) 1920 غادرها في 29 شباط 1921 ووصل إلى عمان في 2 مارس - آذار 1921.
أسس عبد الله حكومته الأولى في 11 أبريل 1921.

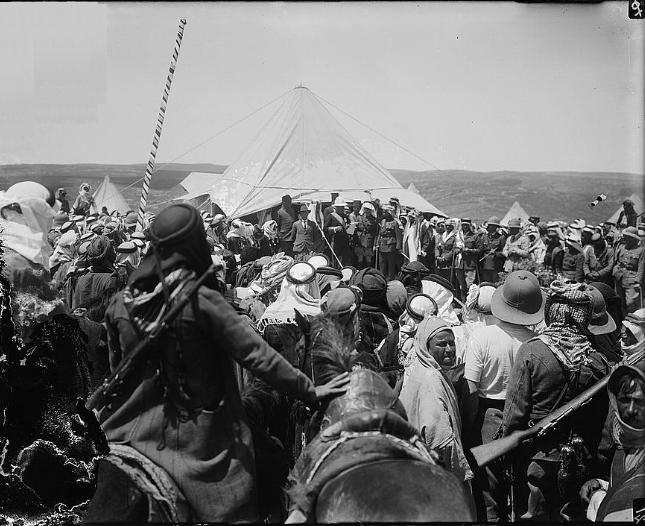
إعلان عبد الله الأول قائداً لشرق الأردن في عمان في أبريل - نيسان 1921

## العراق

### طموحات الاميرعبد الله في العراق
في نفس اليوم الذي تم فيه إعلان فيصل ملكاً على سوريا، دعا العهد إلى عقد المؤتمر العراقي (مؤتمر من 29 عراقياً في دمشق ضم جعفر العسكري وصهره نوري السعيد) ودعوا خلالها إلى استقلال العراق مع عبد الله ملكا وزيد نائبا له فضلا عن الاتحاد النهائي للعراق مع سوريا. بدأت الثورة العراقية ضد البريطانيين بعد بضعة أسابيع في نهاية يونيو 1920.

### طموحات الاميرفيصل في العراق
بعد سقوط المملكة العربية السورية، شق فيصل طريقه عبر حيفا (1 إلى 18 أغسطس) إلى إيطاليا، ووصل إلى نابولي في 25 أغسطس 1920. في الطريق، عبد الملك الخطيب ممثل الحجاز في مصر، أعطت فيصل رسالة من الحسين تقول أن فيصل يجب أن يناقش السياسة فقط مع الحكومة البريطانية وفقط على أساس مراسلات مكماهون حسين بينما تم توبيخ فيصل أيضًا على «إعلانه مملكة منفصلة وعدم الاكتفاء بالبقاء ممثلاً للشريف حسين». وفقًا لمدير المكتب العربي، فإن تقريرًا عن المناقشات بين فيصل وعبد الملك فيما يتعلق بالعراق «... إذا كانت الحكومة البريطانية ترغب في ذهابه، فقد كان مستعدًا إما كحاكم أو كوصي على عبد الله...».
توجه فيصل إلى سويسرا حيث كان لويد جورج يقضي إجازته ولكن تم ثنيه عن ذلك برسالة من البريطانيين يطلبون منه انتظار دعوة إلى إنجلترا، فذهب بدلاً من ذلك إلى بحيرة كومو وبقي هناك لمدة ثلاثة أشهر. في نوفمبر عين الشريف حسين نجله فيصل رئيسًا لوفد الحجاز في أوروبا، وغادر إلى إنجلترا في 28 نوفمبر.
في نوفمبر عين حسين فيصل رئيسًا لوفد الحجاز في أوروبا، وغادر إلى إنجلترا في 28 نوفمبر.

#### الأمير فيصل في إنجلترا
وصل الأمير فيصل إلى إنجلترا في 1 ديسمبر وكان له لقاء مع الملك جورج في 4 ديسمبر. ردًا على المخاوف البريطانية المبكرة، أرسل فيصل في أوائل ديسمبر برقيات إلى الشريف حسين يطلب فيه تدخله مع الأمير عبد الله حتى لا يعكر مناقشات لندن بالتهديدات باتخاذ إجراءات ضد الفرنسيين. في 9 ديسمبر، وفقًا لكاتب سيرة الملك فيصل، سجل حيدر في يومياته "تناولنا الغداء مع لورانس وهوجارث... يبدو من تصريحات لورانس أن بريطانيا ستتصرف بما يخص العراق. لقد سأل (لورانس) قائدنا (الأمير فيصل) عن موقفه". ولا شك أنه في جوهره يريد [فيصل] هذا [الموقف] حتى لو أدى إلى صراع مع أسرته ".
بعد حصوله على تصريح في 19 ديسمبر من الحسين للدخول في مناقشات رسمية، التقى فيصل مع حيدر والجنرال غبريال حداد في 23 ديسمبر مع السير جون تيلي، هوبرت يونغ وكيناهان كورنواليس. في هذا الاجتماع، كان هناك تبادل صريح لوجهات النظر حيث أثار تيلي، ممثل كرزون، مسألة توقيع حسين على سيفر وأوضح فيصل أن حسين لن يوقع حتى يتأكد من نية بريطانيا الوفاء بوعودها له. كانت هناك مناقشات حول مراسلات مكماهون - حسين ومعناها واتفاق على تحديد النسختين الإنجليزية والعربية جنبًا إلى جنب لمعرفة ما إذا كان يمكن حل أي شيء. في اليوم التالي تمت مقارنة النصين العربي والإنجليزي. بحسب أحد المسؤولين، الذي كان حاضرًا،
في النسخة العربية المرسلة إلى الملك حسين، تمت ترجمة هذا الأمر بحيث يبدو أن بريطانيا العظمى حرة في التصرف دون الإضرار بفرنسا بكل الحدود المذكورة. كان هذا المقطع بالطبع بمثابة نقطة ارتكاز مرساتنا: لقد مكننا من إخبار الفرنسيين بأننا احتفظنا بحقوقهم، والعرب عن وجود مناطق كان عليهم في النهاية أن يتصالحوا فيها مع الفرنسيين. من المحرج للغاية قطع قطعة الأرض الصلبة هذه من تحت أقدامنا. أعتقد أن جلالة الملك قد يغتنم فرصة إجراء نوع من التعديل بإرسال فيصل إلى بلاد ما بين النهرين.
تستشهد باريس بكيدوري  في الادعاء بأن ترجمة يونغ كانت على خطأ، وأن "يونغ وكورنواليس وستورز يبدو أنهم جميعًا مخطئون" ويؤكد فريدمان أن الوثيقة العربية التي أصدرها فيصل كانت "غير أصلية"، أي انها ملفقة".
في أوائل شهر يناير، حصل فيصل على نسخة مطبوعة بأمر من يونج من «ملخص الوثائق التاريخية من ... 1914 حتى اندلاع ثورة شريف مكة في يونيو 1916» بتاريخ 29 نوفمبر 1916. يونغ في 29 نوفمبر 1920 «مذكرة وزارة الخارجية حول المفاوضات المحتملة مع الحجاز،» تتناول المحتوى المقصود من المعاهدة، مفسرًا الترجمة العربية على أنها تشير إلى ولاية دمشق. كانت هذه هي المرة الأولى التي يُطرح فيها حجة بأن المراسلات كانت تهدف إلى استبعاد فلسطين من المنطقة العربية.
في 7 يناير وحتى الساعات الأولى من يوم 8 يناير، قام كورنواليس، بالتصرف بشكل غير رسمي بتعليمات من كرزون، بإعلان صوت فيصل بشأن العراق. بينما وافق من حيث المبدأ على التفويض وليس التآمر ضد الفرنسيين، كان فيصل ملتبسًا بشأن ترشيحه: "لن أرشح نفسي أبدًا"... يريد الشريف حسين "يذهب عبد الله إلى بلاد ما بين النهرين" وهم يعتقدون أنني كنت أعمل لنفسي وليس من أجل أمتي ". كان سيذهب "إذا رفض جلالة الملك طلب عبد الله وطلب مني تولي المهمة وإذا قال الناس إنهم يريدونني". اعتقد كورنواليس أن فيصل يريد الذهاب إلى بلاد ما بين النهرين لكنه لن يدفع نفسه أو يعمل ضد عبد الله.
في 8 يناير، انضم فيصل إلى لورنس وكرون واليس وذا هون. وليام أورمسبي-غور، النائب والتر غينيس النائب في إدوارد تورنر، إيرل ينترتون في منزل ريفي في نهاية الأسبوع. يستشهد علاوي بمذكرات وينترتون لدعم الادعاء بأن فيصل وافق بعد ساعات طويلة من المناقشات على أن يصبح ملكًا على العراق. تقول باريس إن فينترتون قد اتصل به فيليب كير، السكرتير الخاص لويد جورج، برسالة مفادها أن رئيس الوزراء «كان مستعدًا لعرض تاج العراق على ... فيصل إذا قبله. ولن يعرض إلا إذا تأكد من قبول الأمير». وتقول باريس أيضا إن الاجتماع ونتائجه كانت سرية.
في 10 يناير التقى الأمير فيصل مع لورانس وأورمسبي جور وجينيس. علاوي قال إن التغييرات القادمة في الدائرة المسؤولة عن السياسة البريطانية في الشرق الأوسط نوقشت إلى جانب الوضع في الحجاز. واستمرالأمير فيصل في التذمر فيما يتعلق بالعراق، مفضلاً أن تضعه بريطانيا في المقدمة. أبلغ لورانس في وقت لاحق تشرشل عن الاجتماع، لكنه لم يتمكن بعد من تأكيد أن الأمير فيصل سيقبل الترشيح للعراق إذا قدمت له الحكومة البريطانية عرضًا رسميًا.
التقى الأمير فيصل وحداد بكورزون في 13 يناير 1921. كان الأمير فيصل قلقًا بشأن ابن سعود وسعى لتوضيح الموقف البريطاني حيث بدا مكتب الهند داعمًا له. اعتقد كرزون أن الشريف حسين هدد أمنه برفضه التوقيع على معاهدة فرساي. طلب الأمير فيصل أسلحة للحجاز وإعادة الدعم لكن كرزون رفض.
كتب لورنس، في رسالة إلى تشرشل في 17 يناير 1921، أن الأمير فيصل «وافق على التخلي عن جميع مطالبات والده بفلسطين» مقابل السيادة العربية على العراق وشرق الأردن وسوريا. يشير فريدمان إلى هذه الرسالة على أنها من لورانس إلى السيد مارش (السكرتير الخاص لتشرشل)، ويذكر أن تاريخ 17 يناير خاطئ («قسيمة قلم أو خطأ مطبعي») ويدعي أن التاريخ الأكثر ترجيحًا هو 17 فبراير. يشير فريدمان أيضًا إلى رسالة غير مؤرخة («يفترض أنها 17 فبراير») من لورانس إلى تشرشل لا تحتوي على هذا البيان. تشير باريس إلى خطاب مارش فقط، وبينما تدعي الأدلة غير واضحة، تشير إلى أن الرسالة ربما وصفت الاجتماع الذي عقد بعد وقت قصير من 8 يناير في منزل إيرل وينترتون الريفي.
في 20 يناير، التقى الأمير الأمير فيصل وحداد وحيدر ويونغ وكورنواليس ورونالد ليندسي . يقول كاتب سيرة الأمير الأمير فيصل إن هذا الاجتماع أدى إلى سوء فهم سيُستخدم لاحقًا ضد الأمير فيصل كما ادعى تشرشل لاحقًا في البرلمان أن الأمير فيصل قد اعترف بأن أراضي فلسطين مستثناة تحديدًا من وعود دعم المملكة العربية المستقلة. ويقول علاوي إن محضر الاجتماع يظهر فقط أن الأمير فيصل وافق على أن هذا قد يكون تفسير الحكومة البريطانية للتبادلات دون الاتفاق معها بالضرورة. في البرلمان أكد تشرشل في عام 1922 هذا، «... محادثة عقدت في وزارة الخارجية في 20 يناير 1921، بعد أكثر من خمس سنوات من إتمام المراسلات التي استند إليها الادعاء. في تلك المناسبة، تم شرح وجهة نظر حكومة جلالة الملك للأمير، الذي أعرب عن استعداده لقبول البيان القائل إن نية حكومة جلالته كانت استبعاد فلسطين».
يقول رود إنه فيما يتعلق بالعراق، علق ليندسي في سجله للاجتماع قائلاً: «إذا كان فردًا من عائلة الشريف، فعلينا الترحيب به. إذا كان عبد الله جيدًا وصالحًا. إذا كان الأمير فيصل - ربما أفضل».
نُشرت مسودة 7 ديسمبر للانتداب على فلسطين في صحيفة The Times في 3 فبراير 1921 ووفقًا لباريس، قدم الأمير فيصل احتجاجًا رسميًا إلى كرزون في 6 يناير، وتم نشر جوهره أيضًا في نفس الصحيفة في 9 فبراير. وفقًا للمؤرخة سوزان بيدرسن، قدم الأمير فيصل أيضًا في 16 فبراير التماسًا إلى عصبة الأمم نيابة عن والده، بأن الوضع ينتهك تعهدات زمن الحرب وكذلك المادة 22 من العهد. حكم على الالتماس بأنه «غير مقبول» بناء على أسس «مشكوك فيها» بأن معاهدة سلام لم توقع مع تركيا.
في 16 فبراير التقى الأمير فيصل بلورنس وعلاوي نقلًا عن لورانس قوله «شرحت له أنني قبلت للتو تعيينًا في قسم الشرق الأوسط في مكتب المستعمرات. . . ثم تحدثت عن ما قد يحدث في المستقبل القريب، مشيرة إلى مؤتمر محتمل في مصر ... حيث ستتم مناقشة السياسة والدستور والشؤون المالية للمناطق العربية في غرب آسيا. . . وكانت كل هذه المصالح المباشرة لعرقه، وخصوصا لعائلته، واعتقدت علامات الحالية بررت كونه يأمل معقول لتسوية مرضية لجميع الأطراف.» كارش يعطي تقريرا مماثلا، وبينما الإبلاغ عن الرسالة مارش، لا يربطها بهذا الاجتماع. (تم تحديد هذا الاجتماع من قبل فريدمان ليكون موضوع الاجتماع للرسالة غير المؤرخة من لورانس إلى مارش).
في 22 فبراير، التقى الأمير فيصل بتشرشل وقدم لورانس تفسيرًا له. كما سجل لورنس، لم يتم الاتفاق صراحة على قبول الأمير فيصل للانتداب ووعده بعدم التآمر ضد الفرنسيين. سأل الأمير فيصل ونستون تشرشل عن التفويض وبينما كان يعتبر الانتداب مهمًا، أبدى الأمير فيصل شكوكًا بشأن ما سيترتب على الانتداب. واختتم الاجتماع بإخبار تشرشل لفيصل أنه «قد يتم ترتيب الأمور» بحلول 25 مارس وأن الأمير فيصل يجب أن يبقى في لندن «في حالة الحاجة إلى نصيحته أو موافقته».
في 10 مارس قدم الأمير فيصل مؤتمر لندن - مذكرة مقدمة إلى مؤتمر القوى المتحالفة في مجلس العموم . كتب الأمير فيصل إلى لويد جورج في 21 فبراير لتأكيد موقف حسين من معاهدة سيفر ويطلب السماح لوفد حجازي بالحضور. قدم لويد جورج الخطاب في الاجتماع لكن الفرنسيين اعترضوا ووافقوا أخيرًا فقط على استلام نموذج التقديم نيابة عن الأمير فيصل.
مؤتمر القاهرة الذي افتتح في 12 مارس وتداول بشأن ترشيح الأمير فيصل للعراق، في 22 مارس قال لويد جورج لتشرشل إن مجلس الوزراء «.. أعجب كثيرا بالقوة الجماعية لتوصياتكم ... وكان يعتقد أن ترتيب الأحداث يجب أن يكون كما يلي:»

#### العودة إلى الوطن
في بورسعيد في 11 أبريل 1921، التقى الأمير فيصل بلورانس لمناقشة مؤتمر القاهرة والمضي قدمًا. في الاجتماع، كتب لورانس إلى تشرشل أن الأمير فيصل وعد بالقيام بدوره وضمن لهم عدم مهاجمة الفرنسيين أو التآمر عليهم. أعرب الأمير فيصل مرة أخرى عن تحفظاته على الانتداب.
وصل الأمير فيصل إلى جدة في 25 أبريل وبعد مشاورات مع الحسين في مكة والتحضير لوصوله المرتقب إلى العراق، غادر في 12 يونيو متوجهاً إلى البصرة. كان معه عراقيون لجأوا إلى الحجاز بعد تمرد عام 1920 وهم الآن يعودون كجزء من العفو الذي أعلنته السلطات البريطانية في العراق مع مجموعة من مستشاريه المقربين، بما في ذلك حيدر وتحسين قادري. كان هناك أيضًا كورنواليس، مستشاره المعين حديثًا.

#### هيمنة الأمير فيصل

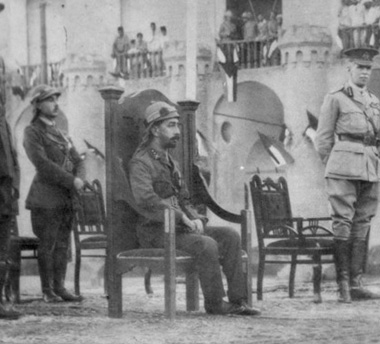
تتويج الأمير الأمير فيصل ملكاً على العراق عام 1921

وصل الأمير الأمير فيصل إلى البصرة في 23 يونيو 1921، وكانت المرة الأولى له في العراق، وكان من المقرر أن يتوج ملكًا بعد شهرين فقط في 23 أغسطس 1921.

## الشريف الحسين والحجاز

### تخفيض الدعم وإنهائه
بعد تلقيه 6.5 مليون جنيه إسترليني بين عامي 1916 وأبريل 1919، تم تخفيض الدعم في مايو 1919 إلى 100 ألف جنيه إسترليني شهريًا (من 200 ألف جنيه إسترليني)، وانخفض إلى 75 ألف جنيه إسترليني من أكتوبر، و 50 ألف جنيه إسترليني في نوفمبر، و 25 ألف جنيه إسترليني في ديسمبر حتى فبراير 1920، وبعد ذلك لم يتم دفع المزيد من المدفوعات. بعد أن تولى تشرشل مكتب المستعمرات، كان داعمًا لدفع الإعانات وجادل بأنه بالنظر إلى المدخرات المالية المتوقعة في العراق، فإن مبلغ 100 ألف جنيه إسترليني لم يكن استثنائيًا، وحتى في ضوء الخطة الشريفية، يجب أن يتلقاها الشريف حسين كمية أكبر من ابن سعود. كانت هذه مسألة قررها مجلس الوزراء، في نفس الوقت الذي حدد فيه أي دعم بقيمة 60 ألف جنيه إسترليني والمبلغ هو نفسه الذي قدمه لابن سعود، وكان هناك حاجة إلى مدخلات من وزارة الخارجية وأراد كرزون توقيع الشريف حسين على معاهدات السلام.

### رفض توقيع المعاهدات
في عام 1919 رفض الملك حسين التصديق على معاهدة فرساي. في أغسطس 1920، بعد خمسة أيام من توقيع معاهدة سيفر، طلب كرزون من القاهرة الحصول على توقيع الحسين على كلا المعاهدتين ووافقت على دفع 30 ألف جنيه إسترليني بشرط التوقيع. رفض الشريف حسين وفي فبراير 1921، صرح بأنه لا يتوقع أن «يعلق اسمه على وثيقة تخص فلسطين للصهاينة وسوريا للأجانب».
في يوليو 1921، تم تعيين لورانس في وزارة الخارجية لغرض الحصول على اتفاقية مع الشريف حسين بالإضافة إلى توقيع الملك على فرساي وسيفر، مع تقديم دعم سنوي قدره 60 ألف جنيه إسترليني؛ إن تحقيق ذلك، والذي سيشمل رفض الاعتراف بالولايات حتى الآن، سيشكل استكمالًا لمثلث الشريف، لكن هذه المحاولة باءت بالفشل أيضًا. خلال عام 1923، قام البريطانيون بمحاولة أخرى لتسوية القضايا العالقة مع الشريف حسين، ومرة أخرى، فشلت المحاولة. واصل الشريف حسين رفضه الاعتراف بأي من الانتداب الذي كان يعتبره ملكًا له. ذهب الشريف حسين إلى عمان في كانون الثاني (يناير) 1924 وأجرى مناقشات أخرى مع صموئيل وكلايتون. في مارس 1924، بعد إعلان الشيريف نفسه خليفةً، وبعد أن نظرت لفترة وجيزة في إمكانية إزالة المادة المخالفة من المعاهدة، علقت الحكومة أي مفاوضات أخرى.

### البريطانيون وفريضة الحج
أدت أهمية مكة بالنسبة للعالم الإسلامي (في ذلك الوقت حكمت بريطانيا فعليًا إمبراطورية إسلامية) وبالنسبة لبريطانيا نفسها كمركز محتمل للثورة ضد العثمانيين، إلى زيادة الاهتمام بناءً على فكرة أن الحج الناجح لن يؤدي فقط إلى تعزيز حكم الشريف الحسين فقط، ولكن بشكل غير مباشر، مكانة بريطانيا كذلك.

### 1924 المطالبة بالخلافة
في 7 مارس 1924، بعد أربعة أيام من إلغاء الخلافة العثمانية، أعلن الشريف الحسين نفسه خليفة لجميع المسلمين. إلا أن سمعة الشريف الحسين في العالم الإسلامي قد تضررت من تحالفه مع بريطانيا وخيانته للعثمانيين وانقسام المنطقة العربية العثمانية السابقة إلى دول عديدة. ونتيجة لذلك، اجتذب إعلانه انتقادات أكثر من الدعم في البلدان الإسلامية المكتظة بالسكان مثل مصر والهند.

### العلاقات مع منطقة نجد
قريبا من نهاية عام 1923 كان لكل من الحجاز والعراق وشرق الأردن قضايا حدودية مع نجد. بدأ مؤتمر الكويت في نوفمبر 1923 واستمر حتى مايو 1924. امتنع الحسين في البداية عن الحضور إلا في ظل ظروف غير مقبولة لابن سعود. وقد أدى رفض الأخير إرسال ابنه، بعد أن وافق الشريف حسين أخيرًا على أن يمثله ابنه زيد في المؤتمر.

### التنازل عن العرش
بعد ضغوط محلية، تنازل الشريف الحسين عن العرش في 4 أكتوبر 1924، وغادر جدة إلى العقبة في 14 أكتوبر. تولى نجله الامير علي العرش وتنازل عن العرش أيضًا في 19 ديسمبر 1925، تاركًا الحجاز للانضمام إلى أخيه الملك الأمير فيصل في العراق، منهياً الحكم الهاشمي في الحجاز.

## شجرة عائلة الشريف

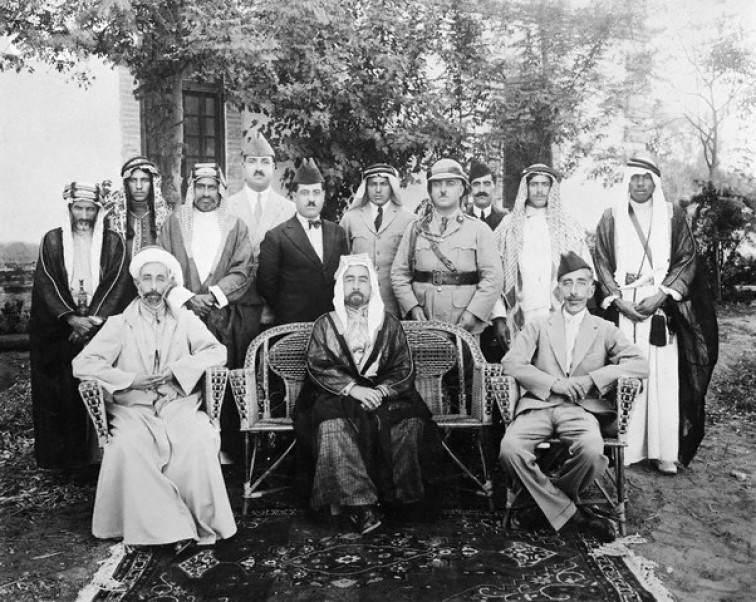
أبناء الحسين علي وعبدالله وفيصل أواسط عشرينيات القرن الماضي

العلاقات بين أفراد الأسرة:
|  |  |  |  |  |  |  |  |  |  |  |  |  |  |  |  |  |  |                                                                                      |                                                                                      |                                                                                      |                                                                                      |                                                                                      |                                                                                      |  |  |  |  | الحسين بن علي شريف مكة شريف مكة November 1908 – 3 October 1924 مملكة الحجاز October 1916 – 3 October 1924 |                                                                           |                                                                           |                                                                           |                                                                           |                                                                           |  |  | | | | | | |  |  |                                |                                |                                |                                |                                |                                |  |  |  |  |  |  |  |  |  |  |  |  |  |  |  |  |  |  |  |  |  |  |
|  |  |  |  |  |  |  |  |  |  |  |  |  |  |  |  |  |  |                                                                                      |                                                                                      |                                                                                      |                                                                                      |                                                                                      |                                                                                      |  |  |  |  | |                                                                           |                                                                           |                                                                           |                                                                           |                                                                           |  |  | | | | | | |  |  |                                |                                |                                |                                |                                |                                |  |  |  |  |  |  |  |  |  |  |  |  |  |  |  |  |  |  |  |  |  |  |
|  |  |  |  |  |  |  |  |  |  |  |  |  |  |  |  |  |  |                                                                                      |                                                                                      |                                                                                      |                                                                                      |                                                                                      |                                                                                      |  |  |  |  | |                                                                           |                                                                           |                                                                           |                                                                           |                                                                           |  |  | | | | | | |  |  |                                |                                |                                |                                |                                |                                |  |  |  |  |  |  |  |  |  |  |  |  |  |  |  |  |  |  |  |  |  |  |
|  |  |  |  |  |  |  |  |  |  |  |  |  |  |  |  |  |  | Ali مملكة الحجاز 3 October 1924 – 19 December 1925 (Monarchy الحرب النجدية الحجازية) | Ali مملكة الحجاز 3 October 1924 – 19 December 1925 (Monarchy الحرب النجدية الحجازية) | Ali مملكة الحجاز 3 October 1924 – 19 December 1925 (Monarchy الحرب النجدية الحجازية) | Ali مملكة الحجاز 3 October 1924 – 19 December 1925 (Monarchy الحرب النجدية الحجازية) | Ali مملكة الحجاز 3 October 1924 – 19 December 1925 (Monarchy الحرب النجدية الحجازية) | Ali مملكة الحجاز 3 October 1924 – 19 December 1925 (Monarchy الحرب النجدية الحجازية) |  |  |  |  | عبدالله الاول ملك الأردن 11 April 1921 – 20 July 1951                                                     | عبدالله الاول ملك الأردن 11 April 1921 – 20 July 1951                     | عبدالله الاول ملك الأردن 11 April 1921 – 20 July 1951                     | عبدالله الاول ملك الأردن 11 April 1921 – 20 July 1951                     | عبدالله الاول ملك الأردن 11 April 1921 – 20 July 1951                     | عبدالله الاول ملك الأردن 11 April 1921 – 20 July 1951                     |  |  | فيصل الأول المملكة العربية السورية 8 March 1920 – 24 July 1920 مملكة العراق 23 August 1921 – 8 September 1933 | فيصل الأول المملكة العربية السورية 8 March 1920 – 24 July 1920 مملكة العراق 23 August 1921 – 8 September 1933 | فيصل الأول المملكة العربية السورية 8 March 1920 – 24 July 1920 مملكة العراق 23 August 1921 – 8 September 1933 | فيصل الأول المملكة العربية السورية 8 March 1920 – 24 July 1920 مملكة العراق 23 August 1921 – 8 September 1933 | فيصل الأول المملكة العربية السورية 8 March 1920 – 24 July 1920 مملكة العراق 23 August 1921 – 8 September 1933 | فيصل الأول المملكة العربية السورية 8 March 1920 – 24 July 1920 مملكة العراق 23 August 1921 – 8 September 1933 |  |  | Zeid (pretender to Iraq)       | Zeid (pretender to Iraq)       | Zeid (pretender to Iraq)       | Zeid (pretender to Iraq)       | Zeid (pretender to Iraq)       | Zeid (pretender to Iraq)       |  |  |  |  |  |  |  |  |  |  |  |  |  |  |  |  |  |  |  |  |  |  |
|  |  |  |  |  |  |  |  |  |  |  |  |  |  |  |  |  |  | Ali مملكة الحجاز 3 October 1924 – 19 December 1925 (Monarchy الحرب النجدية الحجازية) | Ali مملكة الحجاز 3 October 1924 – 19 December 1925 (Monarchy الحرب النجدية الحجازية) | Ali مملكة الحجاز 3 October 1924 – 19 December 1925 (Monarchy الحرب النجدية الحجازية) | Ali مملكة الحجاز 3 October 1924 – 19 December 1925 (Monarchy الحرب النجدية الحجازية) | Ali مملكة الحجاز 3 October 1924 – 19 December 1925 (Monarchy الحرب النجدية الحجازية) | Ali مملكة الحجاز 3 October 1924 – 19 December 1925 (Monarchy الحرب النجدية الحجازية) |  |  |  |  | عبدالله الاول ملك الأردن 11 April 1921 – 20 July 1951                                                     | عبدالله الاول ملك الأردن 11 April 1921 – 20 July 1951                     | عبدالله الاول ملك الأردن 11 April 1921 – 20 July 1951                     | عبدالله الاول ملك الأردن 11 April 1921 – 20 July 1951                     | عبدالله الاول ملك الأردن 11 April 1921 – 20 July 1951                     | عبدالله الاول ملك الأردن 11 April 1921 – 20 July 1951                     |  |  | فيصل الأول المملكة العربية السورية 8 March 1920 – 24 July 1920 مملكة العراق 23 August 1921 – 8 September 1933 | فيصل الأول المملكة العربية السورية 8 March 1920 – 24 July 1920 مملكة العراق 23 August 1921 – 8 September 1933 | فيصل الأول المملكة العربية السورية 8 March 1920 – 24 July 1920 مملكة العراق 23 August 1921 – 8 September 1933 | فيصل الأول المملكة العربية السورية 8 March 1920 – 24 July 1920 مملكة العراق 23 August 1921 – 8 September 1933 | فيصل الأول المملكة العربية السورية 8 March 1920 – 24 July 1920 مملكة العراق 23 August 1921 – 8 September 1933 | فيصل الأول المملكة العربية السورية 8 March 1920 – 24 July 1920 مملكة العراق 23 August 1921 – 8 September 1933 |  |  | Zeid (pretender to Iraq)       | Zeid (pretender to Iraq)       | Zeid (pretender to Iraq)       | Zeid (pretender to Iraq)       | Zeid (pretender to Iraq)       | Zeid (pretender to Iraq)       |  |  |  |  |  |  |  |  |  |  |  |  |  |  |  |  |  |  |  |  |  |  |
|  |  |  |  |  |  |  |  |  |  |  |  |  |  |  |  |  |  | عبد الإله بن علي الهاشمي (المملكة العراقية)                                          | عبد الإله بن علي الهاشمي (المملكة العراقية)                                          | عبد الإله بن علي الهاشمي (المملكة العراقية)                                          | عبد الإله بن علي الهاشمي (المملكة العراقية)                                          | عبد الإله بن علي الهاشمي (المملكة العراقية)                                          | عبد الإله بن علي الهاشمي (المملكة العراقية)                                          |  |  |  |  | طلال بن الحسين قائمة ملوك الأردن 20 July 1951 – 11 August 1952                                            | طلال بن الحسين قائمة ملوك الأردن 20 July 1951 – 11 August 1952            | طلال بن الحسين قائمة ملوك الأردن 20 July 1951 – 11 August 1952            | طلال بن الحسين قائمة ملوك الأردن 20 July 1951 – 11 August 1952            | طلال بن الحسين قائمة ملوك الأردن 20 July 1951 – 11 August 1952            | طلال بن الحسين قائمة ملوك الأردن 20 July 1951 – 11 August 1952            |  |  | غازي الأول المملكة العراقية 8 September 1933 – 4 April 1939                                                   | غازي الأول المملكة العراقية 8 September 1933 – 4 April 1939                                                   | غازي الأول المملكة العراقية 8 September 1933 – 4 April 1939                                                   | غازي الأول المملكة العراقية 8 September 1933 – 4 April 1939                                                   | غازي الأول المملكة العراقية 8 September 1933 – 4 April 1939                                                   | غازي الأول المملكة العراقية 8 September 1933 – 4 April 1939                                                   |  |  | رعد بن زيد (pretender to Iraq) | رعد بن زيد (pretender to Iraq) | رعد بن زيد (pretender to Iraq) | رعد بن زيد (pretender to Iraq) | رعد بن زيد (pretender to Iraq) | رعد بن زيد (pretender to Iraq) |  |  |  |  |  |  |  |  |  |  |  |  |  |  |  |  |  |  |  |  |  |  |
|  |  |  |  |  |  |  |  |  |  |  |  |  |  |  |  |  |  | عبد الإله بن علي الهاشمي (المملكة العراقية)                                          | عبد الإله بن علي الهاشمي (المملكة العراقية)                                          | عبد الإله بن علي الهاشمي (المملكة العراقية)                                          | عبد الإله بن علي الهاشمي (المملكة العراقية)                                          | عبد الإله بن علي الهاشمي (المملكة العراقية)                                          | عبد الإله بن علي الهاشمي (المملكة العراقية)                                          |  |  |  |  | طلال بن الحسين قائمة ملوك الأردن 20 July 1951 – 11 August 1952                                            | طلال بن الحسين قائمة ملوك الأردن 20 July 1951 – 11 August 1952            | طلال بن الحسين قائمة ملوك الأردن 20 July 1951 – 11 August 1952            | طلال بن الحسين قائمة ملوك الأردن 20 July 1951 – 11 August 1952            | طلال بن الحسين قائمة ملوك الأردن 20 July 1951 – 11 August 1952            | طلال بن الحسين قائمة ملوك الأردن 20 July 1951 – 11 August 1952            |  |  | غازي الأول المملكة العراقية 8 September 1933 – 4 April 1939                                                   | غازي الأول المملكة العراقية 8 September 1933 – 4 April 1939                                                   | غازي الأول المملكة العراقية 8 September 1933 – 4 April 1939                                                   | غازي الأول المملكة العراقية 8 September 1933 – 4 April 1939                                                   | غازي الأول المملكة العراقية 8 September 1933 – 4 April 1939                                                   | غازي الأول المملكة العراقية 8 September 1933 – 4 April 1939                                                   |  |  | رعد بن زيد (pretender to Iraq) | رعد بن زيد (pretender to Iraq) | رعد بن زيد (pretender to Iraq) | رعد بن زيد (pretender to Iraq) | رعد بن زيد (pretender to Iraq) | رعد بن زيد (pretender to Iraq) |  |  |  |  |  |  |  |  |  |  |  |  |  |  |  |  |  |  |  |  |  |  |
|  |  |  |  |  |  |  |  |  |  |  |  |  |  |  |  |  |  |                                                                                      |                                                                                      |                                                                                      |                                                                                      |                                                                                      |                                                                                      |  |  |  |  | الحسين بن طلال المملكة الاردنية الهاشمية 11 August 1952 – 7 February 1999                                 | الحسين بن طلال المملكة الاردنية الهاشمية 11 August 1952 – 7 February 1999 | الحسين بن طلال المملكة الاردنية الهاشمية 11 August 1952 – 7 February 1999 | الحسين بن طلال المملكة الاردنية الهاشمية 11 August 1952 – 7 February 1999 | الحسين بن طلال المملكة الاردنية الهاشمية 11 August 1952 – 7 February 1999 | الحسين بن طلال المملكة الاردنية الهاشمية 11 August 1952 – 7 February 1999 |  |  | فيصل الثاني ملك العراق 4 April 1939 – 14 July 1958 (Monarchy حركة تموز 1958                                   | فيصل الثاني ملك العراق 4 April 1939 – 14 July 1958 (Monarchy حركة تموز 1958                                   | فيصل الثاني ملك العراق 4 April 1939 – 14 July 1958 (Monarchy حركة تموز 1958                                   | فيصل الثاني ملك العراق 4 April 1939 – 14 July 1958 (Monarchy حركة تموز 1958                                   | فيصل الثاني ملك العراق 4 April 1939 – 14 July 1958 (Monarchy حركة تموز 1958                                   | فيصل الثاني ملك العراق 4 April 1939 – 14 July 1958 (Monarchy حركة تموز 1958                                   |  |  | Zeid                           | Zeid                           | Zeid                           | Zeid                           | Zeid                           | Zeid                           |  |  |  |  |  |  |  |  |  |  |  |  |  |  |  |  |  |  |  |  |  |  |
|  |  |  |  |  |  |  |  |  |  |  |  |  |  |  |  |  |  |                                                                                      |                                                                                      |                                                                                      |                                                                                      |                                                                                      |                                                                                      |  |  |  |  | الحسين بن طلال المملكة الاردنية الهاشمية 11 August 1952 – 7 February 1999                                 | الحسين بن طلال المملكة الاردنية الهاشمية 11 August 1952 – 7 February 1999 | الحسين بن طلال المملكة الاردنية الهاشمية 11 August 1952 – 7 February 1999 | الحسين بن طلال المملكة الاردنية الهاشمية 11 August 1952 – 7 February 1999 | الحسين بن طلال المملكة الاردنية الهاشمية 11 August 1952 – 7 February 1999 | الحسين بن طلال المملكة الاردنية الهاشمية 11 August 1952 – 7 February 1999 |  |  | فيصل الثاني ملك العراق 4 April 1939 – 14 July 1958 (Monarchy حركة تموز 1958                                   | فيصل الثاني ملك العراق 4 April 1939 – 14 July 1958 (Monarchy حركة تموز 1958                                   | فيصل الثاني ملك العراق 4 April 1939 – 14 July 1958 (Monarchy حركة تموز 1958                                   | فيصل الثاني ملك العراق 4 April 1939 – 14 July 1958 (Monarchy حركة تموز 1958                                   | فيصل الثاني ملك العراق 4 April 1939 – 14 July 1958 (Monarchy حركة تموز 1958                                   | فيصل الثاني ملك العراق 4 April 1939 – 14 July 1958 (Monarchy حركة تموز 1958                                   |  |  | Zeid                           | Zeid                           | Zeid                           | Zeid                           | Zeid                           | Zeid                           |  |  |  |  |  |  |  |  |  |  |  |  |  |  |  |  |  |  |  |  |  |  |
|  |  |  |  |  |  |  |  |  |  |  |  |  |  |  |  |  |  |                                                                                      |                                                                                      |                                                                                      |                                                                                      |                                                                                      |                                                                                      |  |  |  |  | عبد الله الثاني بن الحسين قائمة ملوك الأردن 7 February 1999 – present                                     |                                                                           |                                                                           |                                                                           |                                                                           |                                                                           |  |  | | | | | | |  |  |                                |                                |                                |                                |                                |                                |  |  |  |  |  |  |  |  |  |  |  |  |  |  |  |  |  |  |  |  |  |  |
|  |  |  |  |  |  |  |  |  |  |  |  |  |  |  |  |  |  |                                                                                      |                                                                                      |                                                                                      |                                                                                      |                                                                                      |                                                                                      |  |  |  |  | |                                                                           |                                                                           |                                                                           |                                                                           |                                                                           |  |  | | | | | | |  |  |                                |                                |                                |                                |                                |                                |  |  |  |  |  |  |  |  |  |  |  |  |  |  |  |  |  |  |  |  |  |  |
|  |  |  |  |  |  |  |  |  |  |  |  |  |  |  |  |  |  |                                                                                      |                                                                                      |                                                                                      |                                                                                      |                                                                                      |                                                                                      |  |  |  |  | الحسين بن عبد الله الثاني (قائمة أولياء عهد الأردن)                                                       |                                                                           |                                                                           |                                                                           |                                                                           |                                                                           |  |  | | | | | | |  |  |                                |                                |                                |                                |                                |                                |  |  |  |  |  |  |  |  |  |  |  |  |  |  |  |  |  |  |  |  |  |  |

## الروابط الخارجية
- كليو كايرو ولورانس